# Xã Richwoods, Quận Sharp, Arkansas
Xã Richwoods (tiếng Anh: Richwoods Township) là một xã thuộc quận Sharp, tiểu bang Arkansas, Hoa Kỳ. Năm 2010, dân số của xã này là 1.827 người.